# 宋山木
宋山木（1964年5月1日—），原名宋炳华，中國企業家、前山木培訓總裁，後因強姦罪被判入獄4年。

## 生平
宋山木出生于山东省临邑縣。1981年考入聊城师范学院数学系。宋山木的妻子是李木子。大学毕业后，宋山木夫妇一同被分配到德州师范专科学校擔任助教，當時中國推行价格双轨制，宋山木将其父计划内价格购买的2吨钢材以双倍价格卖给拔丝厂，但此事業給宋山木帶來了負面形象，使得他無法評上讲师。後來宋山木前往上海华东师范大学攻讀计算机专业研究生並於1990年順利畢業。之後陕西省召开全国计算机教师会议，宋山木在會議上得知广州、深圳一带电脑物美价廉，於是決定南下深圳。宋山木來到深圳後成為一名編寫程序的電腦工程師，不過他覺得自己被老闆剝削，很快他就辭職了。之後他为光明农场设计的一套财务软件包並獲利4萬元人民幣，並一度返回山東，但之後自己不再想教書，於是辭去教職再次南下深圳。
1991年11月，宋山木決定在深圳開辦電腦培训班並成立山木培训，其妻擔任副總裁。後來該公司發展為有近300所分校的跨国连锁教育集团。宋山木喜歡用“黄金”两字给员工起名，並且期間宋山木還留著絡腮鬍子，並以自己的這一形象作為公司的廣告。
2000年宋山木在剑桥大学就读工商管理博士學位。2005年至2010年，宋山木年年參加中国中央电视台春节联欢晚会，並且出版書籍《山木方法》。
2008年3月，山东一家报纸记者李某就以“思竹之声”的ID在新浪博客发文，指控宋山木是“最大流氓企业家”，並表示其强奸了不少女孩。山木培訓前员工透露，有不少山木培訓的女員工与宋山木有染。

### 強姦入獄
2010年5月3日下午，深圳山木培训中心员工、22岁实习女大学生刘某提出辞职。当晚7时30分许，宋山木在挽留刘某未果后希望刘某到其位于深圳市罗湖区太白路北松泉公寓3栋809室打扫卫生，之後又动手脱刘某衣服，刘某被迫按照宋山木的指令拍裸照。宋山木又强行与刘某发生了性关系。5月4日6时许，刘某到深圳市南园派出所报案。5月12日，宋山木投案，並且其標誌性的鬍子也被剪掉。5月13日。宋山木辞去山木培訓总裁一職，其妻副总裁李木子接替總裁職務。
2010年12月，深圳罗湖法院一审判處宋山木犯下强奸罪，判处其4年徒刑。2011年10月14日，深圳市中级人民法院终审判處宋山木有期徒刑4年，赔偿被害人4205.87元。